# Guerre des mines (1914-1918)

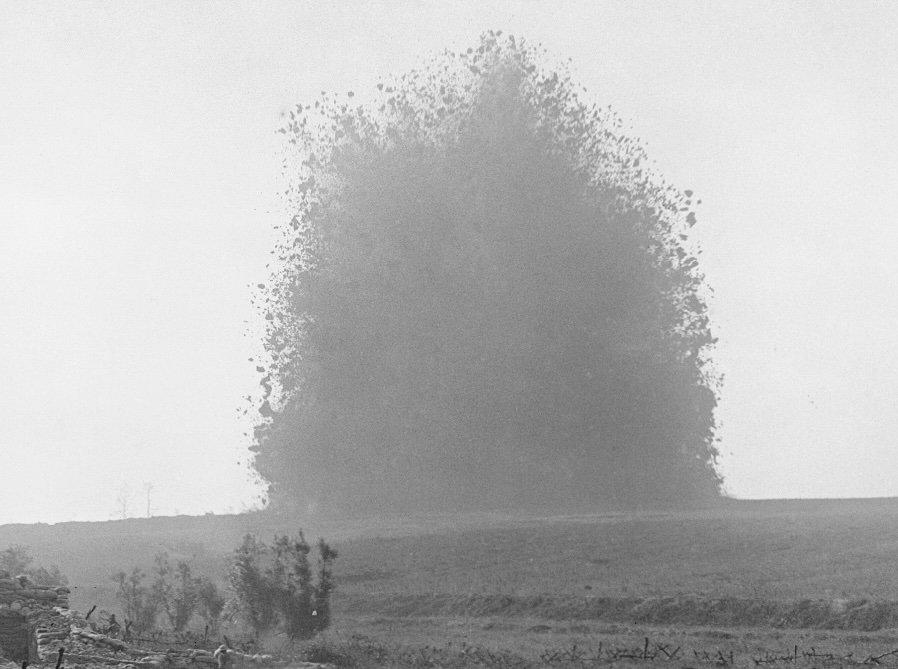
Explosion de mine, dans la Somme, le 1 juillet 1916.

Le premier conflit mondial voit, avec la stabilisation des fronts et la guerre des tranchées, apparaître ou, plutôt, ré-apparaître la guerre souterraine par creusement de galeries souterraines pour faire exploser des mines sous les positions adverses.

## La situation au début du conflit
Si la guerre des mines avait été utilisée lors du siège de Sébastopol, et de la guerre de Sécession, c'est la guerre russo-japonaise qui ravive l'intérêt des états-majors européens sur ces techniques,.

## Les techniques

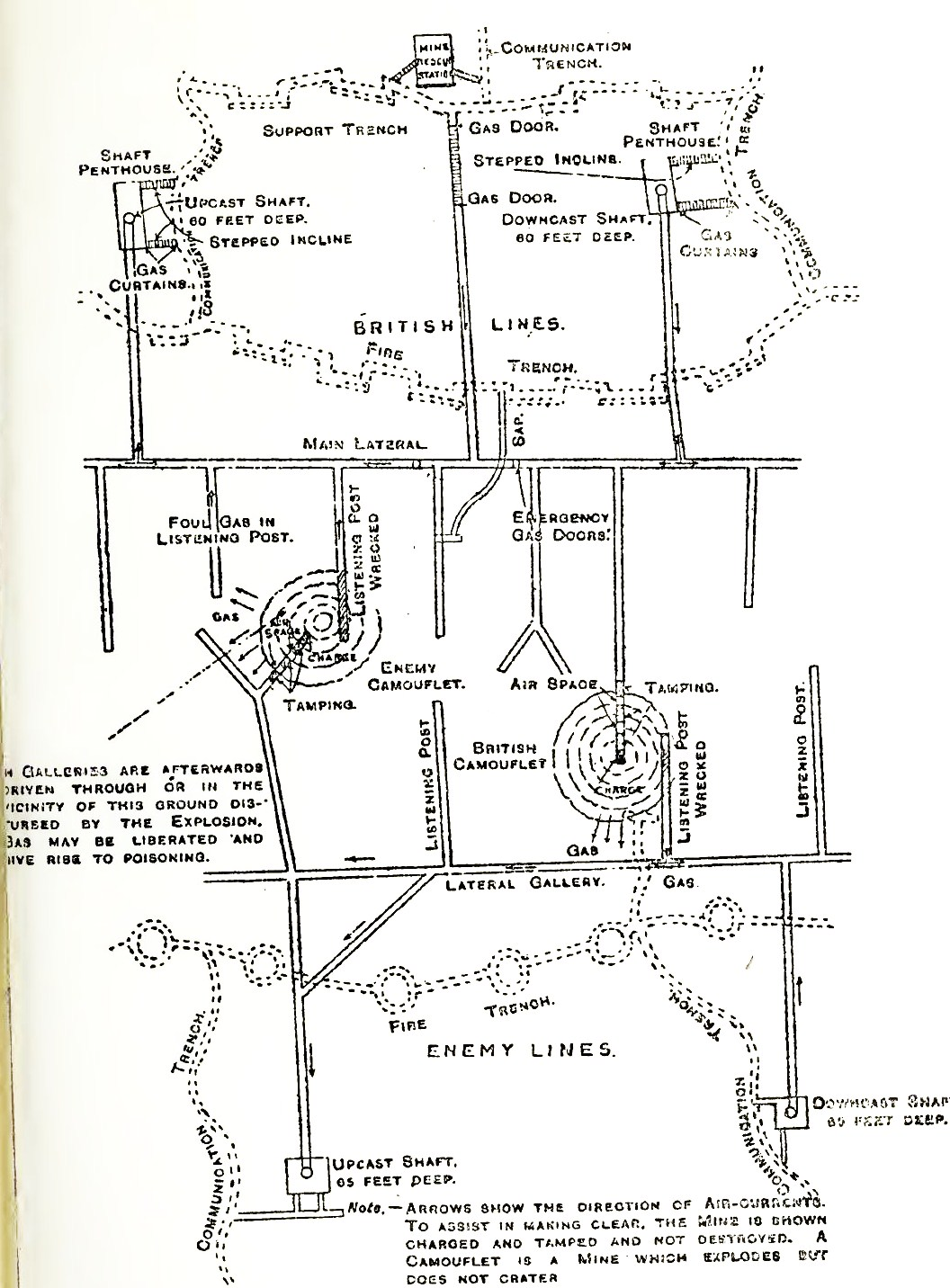
Diagramme (1923) montrant l'organisation des travaux dans une guerre des mines.

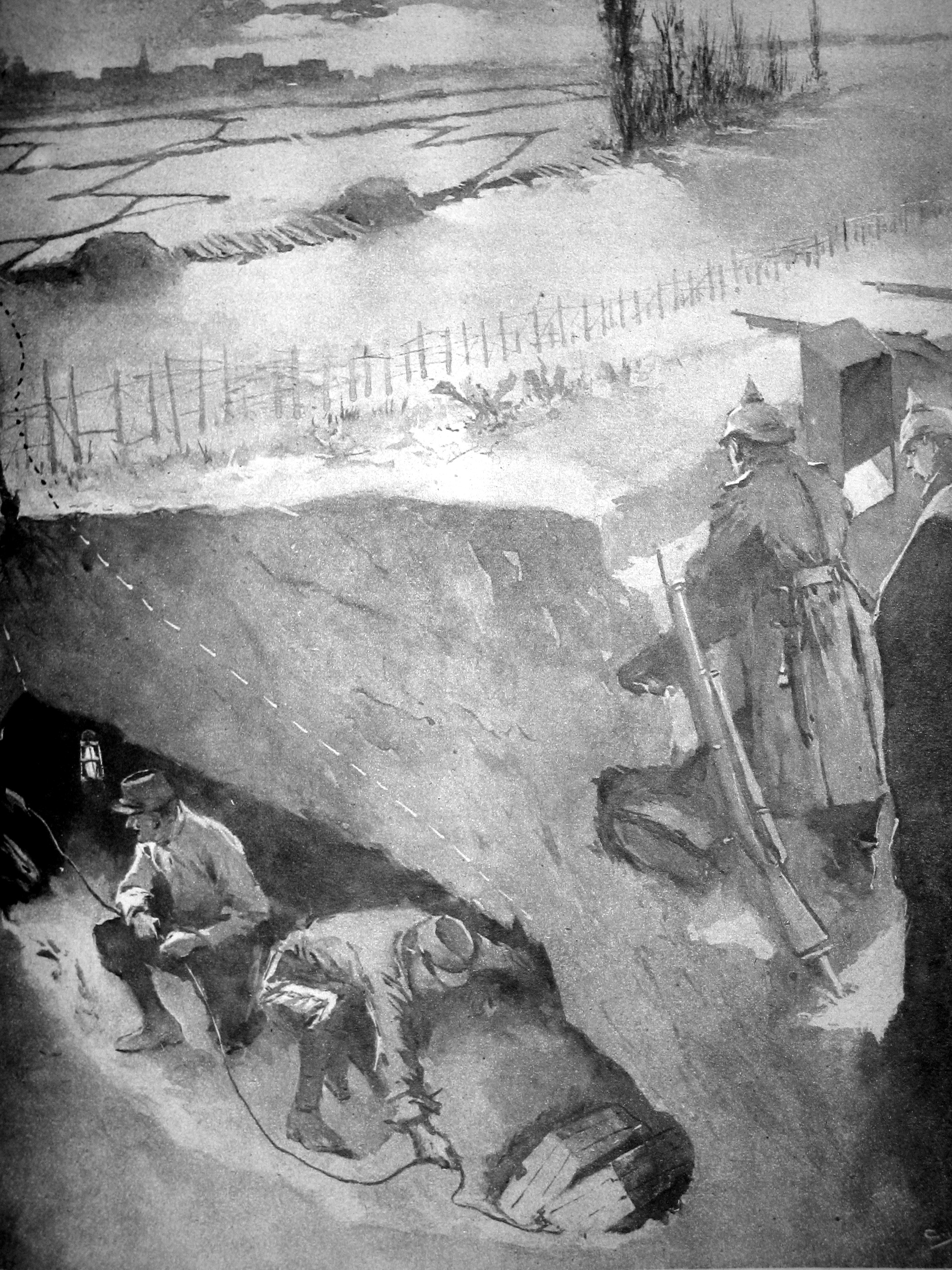
Établissement d'une mine sous une tranchée ennemie, vue d'artiste.

### Offensives
Les explosifs utilisés
Au début du conflit, l'explosif le plus utilisé est la poudre noire. Rapidement, seront utilisés des explosifs produits par l'industrie chimique. C'est ainsi que les Anglais utiliseront de préférence l'ammonal, les Français, la cheddite ou la mélinite et les Allemands, la westfalite.
Le fourneau de mine (combien : le cube de la distance en mètres du fourneau à la surface du sol, multiplié par un coefficient lié à la nature du sous-sol, donne le nombre de kilos d'explosif à utiliser).
Les types de tunnels
La forme et la taille des tunnels varient selon les armées. Ainsi, dans la Somme, les Britanniques qui reprendront une partie du front précédemment tenue par les Français estimeront que leurs tunnels doivent être élargis. Les Australiens, eux, critiqueront la petite taille des galeries britanniques.
Les premiers tunnels sont creusés en commençant en arrière du front; Ils sont connectés transversalement pour reproduire un front souterrain. De là partent des tunnels d’attaque, eux-mêmes prolongés par des "rameaux de combat" de moindres dimensions. Au bout des rameaux sont creusées des chambres (fourneaux de mines) où seront entassés les explosifs.
Le Manuel de fortification de Legrand-Girarde et Plessix (1909) donne les dimensions suivantes :
| Type             | Hauteur     | Largeur |
| ---------------- | ----------- | ------- |
| galerie majeure  | 2,00        | 2,10    |
| grande galerie   | 1,80 / 2,00 | 1,00    |
| demi galerie     | 1,30 / 1,50 | 1,00    |
| grand rameau     | 1,00        | 0,80    |
| petit rameau     | 0,80        | 0,65    |
| rameau de combat | 0,70        | 0,60    |

dimensions en mètres
Les Britanniques adopteront une taille standard de 4 pieds 10 pouces en hauteur et 2 pieds 9 pouces en largeur pour les tunnels forés dans la craie compacte.
Les méthodes de percement
Là encore, on observe des différences selon les belligérants. Pour les Allemands, le creusement se fait au pic et à la pioche, mais aussi en installant des perforateurs à air comprimé. Les Français resteront aux outils manuels, tandis que les Britanniques utiliseront une méthode ayant fait ses preuves lors du creusement des tunnels du métro de Londres, le "clay kicking". Cette dernière technique cumulant vitesse et discrétion mais requérant de travailler dans des couches argileuses.
Discrétion
Pour tenter d'éviter les contre-mesures de l'ennemi, diverses techniques sont utilisées. En premier lieu, limiter le bruit du creusement. Cela peut être obtenu, par exemple, en évitant les marteaux-piqueurs, en utilisant les méthodes les moins bruyantes comme le "clay kicking". En deuxième lieu, en évitant le bruit associé à l'évacuation des déblais. Cela peut aller de l'utilisation de wagonnets avec des roues caoutchoutées à un épandage discret et éloigné des galeries de débris crayeux. En dernier lieu, de masquer les bruits de creusement de la galerie d'attaque, profonde, par ceux d'une galerie plus près de la surface. La fin des travaux, indiquant que le fourneau est en train d'être chargé, peut être masquée par des travaux bruyants continués sur la galerie destinée à masquer.

### Défensives
Écoute
La première méthode de défense contre la guerre des mines est de détecter les travaux souterrains de l'ennemi. Pour ce faire, des rameux de combat sont creusés pour servir de postes d'écoute. Là, un guetteur va essayer de discerner les bruits indiquant le percement d'un tunnel. L'écoute se fait d'abord à l'oreille nue ; puis avec l'aide de dispositifs improvisés destinés à amplifier les sons, comme une jarre remplie d'eau à la surface de laquelle le guetteur pose son oreille. Ensuite apparaîtront des écouteurs ressemblant aux premiers des stéthoscopes.
La propagation des sons permet une détection à quelques dizaines de mètres ; cette distance étant dépendante de la nature du sol et de la technique utilisée par les sapeurs ennemis.
Contre-mines (camouflets)
Une fois la galerie ennemie détectée, en direction et en profondeur, la méthode la plus utilisée par les différents belligérants est de faire jouer une contre-mine. Le but est autant de faire s'effondrer la galerie visée que de rendre instable cette partie du sous-sol, interdisant de continuer à creuser.
Un camouflet est une contre-mine de petite puissance. L'explosif étant placé, par exemple, au fond du trou percé par une tarière.

## Les acteurs

### Allemands
Les Allemands disposent de "bataillons de forteresse", au début du conflit. Ils devraient, entre autres, prendre en charge les travaux de sape et minage mais ne sont pas spécialisés dans ce domaine. Il n'existe pas non plus de doctrine officielle. Le premier manuel consacré à la guerre des mines ne sera diffusé qu'en 1916.
Au début des hostilités, chaque corps d'armée dispose d'un bataillon du Génie, de trois compagnies à 250 hommes,. Quand les travaux souterrains s'avèrent nécessaires, les spécialistes (mineurs, charpentiers, etc.) sont recherchés au sein des unités. Ces compagnies seront fréquemment dédoublées pour faire apparître de nouvelles unités. Ainsi, le 16e bataillon donnera naissance tout au long du conflit, à 59 unités du Génie différentes.
En 1915, les deux premières compagnies de sapeurs-mineurs sont organisées, et par l'armée bavaroise. En 1916, 6 autres compagnies bavaroises sont organisées, pendant que 28 autres voient le jour dans le reste de l'armée allemande. En mai 1917, il y a 46 compagnies de mineurs constituées.

### Britanniques
Les Britanniques ne disposent pas d'unités spécialisées au début du conflit. Les grandes unités mettront elles-mêmes sur pied leurs unités de mineurs. C'est ainsi que la première mine jouée par les Anglais sera l’œuvre des sapeurs de la 28e division, le 17 février 1915 contre le point coté 60 ("Hill 60", à proximité d'Ypres).
Les premières unités spécialisées dans la guerre des mines sont établies en février 1915. Elles sont dénommées "Tunnelling companies" et regroupent 269 sapeurs et 5 officiers. À ce nombre il faut ajouter à peu près autant de personnels auxiliaires pour les tâches courantes d'assistance aux sapeurs, comme l'évacuation des déblais.
Huit compagnies sont levées en premier lieu. Elles font appel à des mineurs professionnels, en particulier issus de l'industrie charbonnière. Toujours en 1915, 12 autres compagnies verront le jour. Une dernière en 1916.
Les contingents du Commonwealth fourniront aussi des unités pour la guerre des mines. En mars 1916, les canadiens organisent une compagnie, bientôt suivie par deux autres. La Nouvelle-Zélande en fournit une et les australiens trois de plus.
À la fin du conflit, l'armée britannique dispose de 30 compagnies, que la guerre de mouvement confine à la réalisation de travaux type casernements souterrains.

### Français
Au début du conflit, l'armée française aligne 21 bataillons du Génie, un par corps d'armée. Ces unités éclatent pour fournir une compagnie de sapeurs à chaque division et deux autres compagnies à chaque corps d'armée. Une compagnie de sapeurs-mineurs comprend 233 hommes et 4 officiers.

## Utilisation tactique
- Destruction de parties du dispositif adverse.
- Intégration dans des offensives

## Sites concernés

### Front français
Flandres.
Chemin des DamesCote 108.
Champagne.
Argonne.
Vosges.
Picardie (Oise et Somme).

### Front italien
Dolomites
Ce n'est qu'à compter de 1916 que les mines sont utilisées sur ce front. La première, austro-hongroise, explose le 10 janvier 1916. 33 autres suivront. Particularité, 3 des mines italiennes auront été creusées sous le glacier Marmolada.
Isonzo
Sur le front de l'Isonzo, des activités liées à la guerre des mines peuvent aussi être notées.

### Front oriental
La documentation disponible est faible mais Dierk Willig indique que les austro-hongrois font jouer leur première mine le 12 mars 1915 dans la région de Manilova. Il indique que près de 50 explosions de mines peuvent être comptées sur ce front.

## Vestiges

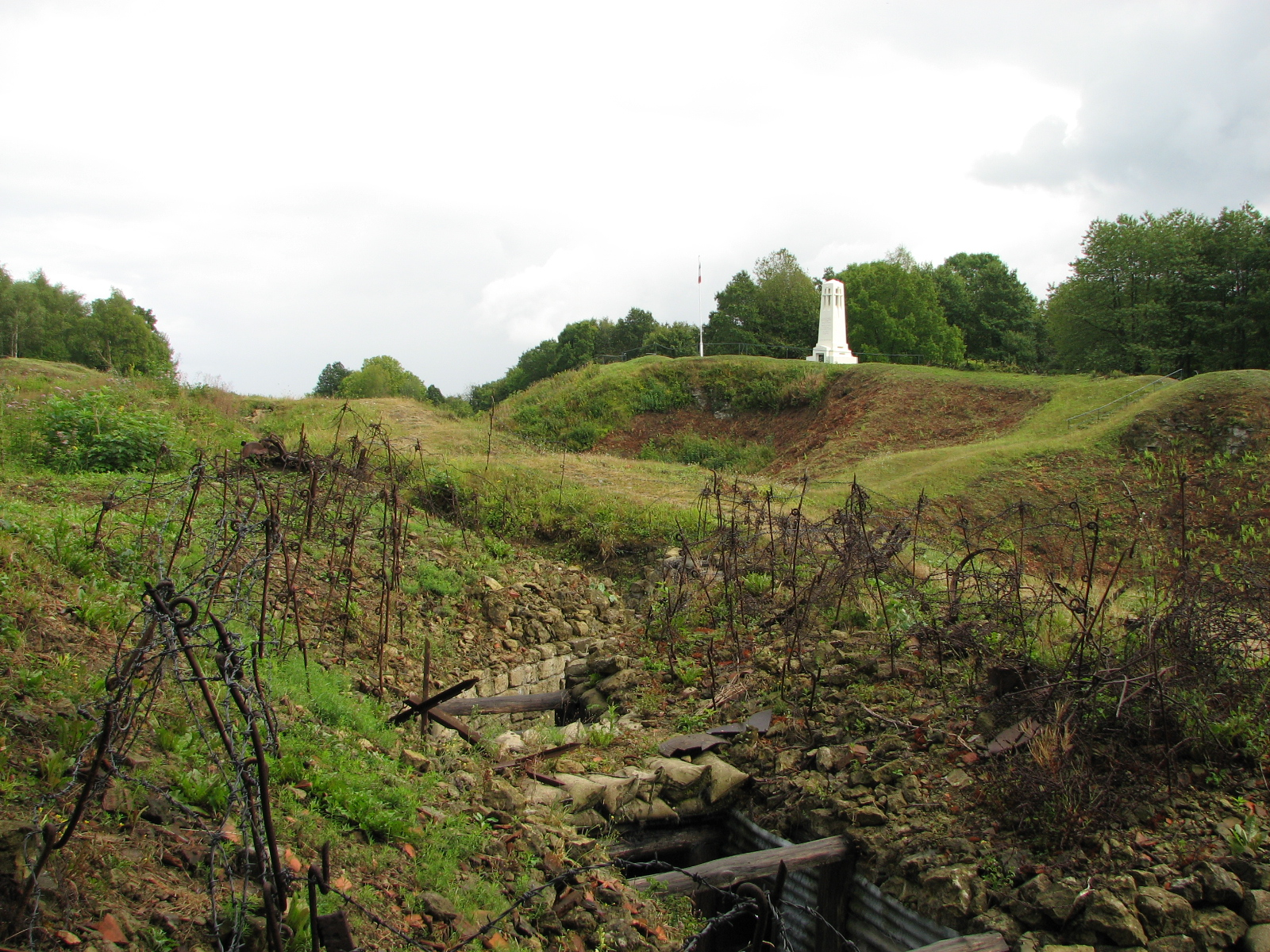
Butte de Vauquois.

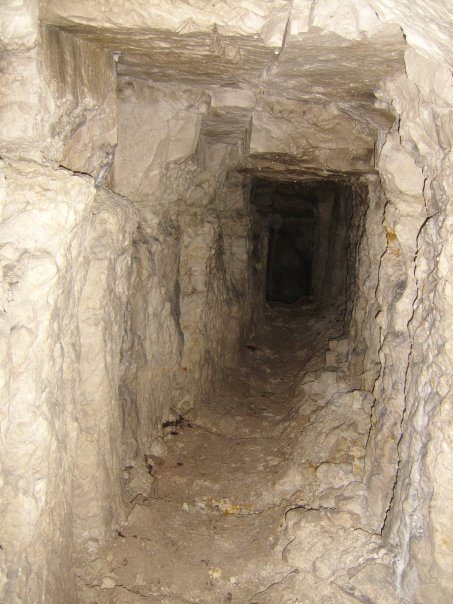
Vestige d'un tunnel, secteur de Vimy.